# Ковригин, Александр Яковлевич
Александр Яковлевич Ковригин (27 июня 1911 — ?) — советский военачальник, полковник, участник Великой Отечественной войны.

## Биография
Александр Яковлевич Ковригин родился 27 июня 1911 года в посёлке Кусинский Завод Златоустовского уезда Уфимской губернии. До призыва в армию трудился литейщиком-формовщиком на Кусинском заводе, учился в школе фабрично-заводского ученичества. 
В августе 1933 года Ковригин был призван на службу в Рабоче-Крестьянскую Красную Армию. В 1936 году окончил 9-ю военную авиационную школу лётчиков и лётчиков-наблюдателей, после чего служил младшим лётчиком в 41-м истребительной авиационной эскадрильей Белорусского военного округа. В 1937—1938 годах находился в специальной заграничной командировке в Китае. Вернувшись в СССР, командовал эскадрильей 21-го авиационного полка ВВС Белорусского военного округа, а в октябре 1940 года назначен помощником командира 163-го истребительного авиационного полка. В этой должности Ковригин встретил начало Великой Отечественной войны.
С начала Великой Отечественной войны — на её фронтах. В декабре 1941 года Ковригин был назначен командиром 423-го истребительного авиационного полка. Участвовал в битве за Москву. С июля 1942 года занимал должность заместителя командира 142-й истребительной авиационной дивизии ПВО, осуществлявшую прикрытие от воздушных налётов городов Горького и Дзержинска — важных промышленных центров. На протяжении нескольких месяцев командовал этой дивизией. С апреля 1945 года был заместителем командира 317-й истребительной авиационной дивизии ПВО.
После окончания войны продолжал службу в Советской Армии. В 1952 году окончил Высшую военную академию имени К. Е. Ворошилова, после чего был заместителем командира 62-го истребительного авиационного корпуса ПВО. 
В 1960 году в звании полковника был уволен в запас. 
Дальнейшая судьба не установлена.

## Награды
- 3 ордена Красного Знамени (8 марта 1938 года, 14 февраля 1943 года, 3 ноября 1953 года);
- Орден Красной Звезды (20 июня 1949 года);
- Медаль «За боевые заслуги» (3 ноября 1944 года) и другие медали.